# Gökmen Özdenak
Gökmen Özdenak (* 22. Juni 1947 in Istanbul) ist ein ehemaliger türkischer Fußballspieler und Sportjournalist. Aufgrund seiner körperlichen Robustheit wurde er zu Spielerzeiten als  Ayı Gökmen (dt. Gökmen der Bär) bezeichnet.

## Karriere

### Verein
Zu Beginn seiner Karriere spielte Gökmen Özdenak für İstanbulspor. 1970 wechselte er zu Galatasaray Istanbul. Bei Cimbom wurde er viermal türkischer Meister und zweimal türkischer Pokalsieger. In seinen 10 Jahren bei Galatasaray war er 5 Saisons bester Torschütze seiner Mannschaft. Seine torreichste Saison war 1977/78 mit 17 Toren.
Mit seinem Tor aus der Ligapartie gegen Adana Demirspor vom 7. Oktober 1979 erzielte Özdenak sein 100. Erstligator und schaffte es damit in den 100er-Klub der höchsten türkischen Spielklasse.
Im Sommer 1980 trat Özdenak mit einem Abschiedsspiel, bei dem Galatasaray gegen den Erzrivalen Beşiktaş Istanbul spielte, als aktiver Fußballspieler zurück.

### Nationalmannschaft
Von 1972 bis 1977 spielte Özdenak für die türkische Nationalmannschaft und absolvierte neun Spiele und erzielte dabei ein Tor. Darüber hinaus hatte er Einsätze für die türkische U-18- und die U-21 Nationalmannschaft.

## Erfolge
Mit Galatasaray Istanbul
- Türkischer Fußballmeister: 1969, 1971, 1972, 1973
- Türkischer-Fußballpokal-Sieger: 1973, 1976
- Türkischer Fußball-Supercup: 1969, 1972

Individuell
- 100er-Klub-Mitglied der Süper Lig